# (acyl-carrier-protein) S-acétyltransférase
L'[acyl-carrier-protein] S-acétyltransférase, ou ACP S-acétyltransférase, est une acyltransférase qui catalyse la réaction :
Acétyl-CoA + ACP  {\displaystyle \rightleftharpoons }  CoA + acétyl-ACP.
C'est l'une des enzymes du complexe acide gras synthase de la biosynthèse des acides gras.